# Ronnie Correy
Ronnie Dean Correy (ur. 8 listopada 1966 w Bellflower) – amerykański żużlowiec.

## Życiorys
Czterokrotnie wystąpił w finałach indywidualnych mistrzostw świata (Göteborg 1991 – X m., Wrocław 1992 – XII m., Monachium 1989 – XIV m., Bradford 1990 – XIV m.), ponadto raz pełnił rolę rezerwowego (Pocking 1993). Raz wystartował w finale IMŚJ (Zielona Góra 1987 – X m.).
Czterokrotnie reprezentował swój kraj w finałach drużynowych mistrzostw świata, trzy razy zdobywając medale: złoty (Kumla 1992) oraz dwa brązowe (Vojens 1991, Pardubice 1999). Oprócz tego, trzykrotnie wystąpił w finałach mistrzostw świata par, zdobywając złoty medal (Lonigo 1992) oraz srebrny (Vojens 1993).
Odszedł na emeryturę żużlową w 2000 roku z powodu groźnej kontuzji, jednak wrócił na tor po pięciu latach.

## Przynależność klubowa
Wielka Brytania
- Wolverhampton Wolves (1987–1993)
- Long Eaton Invaders (1995)
- Wolverhampton Wolves (1996–1997)
- Belle Vue Aces (1998–1999)
- Wolverhampton Wolves (2000)
- Belle Vue Aces (2004)
- Wolverhampton Wolves (2005–2006)
- Swindon Robins (2006)
- Edinburgh Monarchs (2007)

Szwecja
- Bysarna Visby (1990–1993; 1999–2000)
- Indianerna Kumla (2000)

Polska
- Unia Leszno (1992)
- Stal Rzeszów (1993)
- Unia Tarnów (1996)
- Unia Leszno (1997–1998)
- ŁTŻ Łódź (1999–2000)

## Osiągnięcia
Drużynowe mistrzostwa świata
- 1991 – 3. miejsce
- 1992 – 1. miejsce
- 1999 – 3. miejsce

Mistrzostwa świata par
- 1992 – 1. miejsce
- 1993 – 2. miejsce

Drużynowe mistrzostwa Wielkiej Brytanii
- 1989 – 2. miejsce
- 1990 – 2. miejsce
- 1991 – 1. miejsce
- 1993 – 2. miejsce
- 1996 – 1. miejsce
- 1998 – 2. miejsce
- 2006 – 3. miejsce

Indywidualne mistrzostwa Lig Brytyjskich
- 1990 – 3. miejsce

Drużynowe mistrzostwa Szwecji
- 1992 – 3. miejsce